# 陳伸賢
陳伸賢（1953年2月16日—），出生於臺灣南投縣名間鄉，曾任經濟部水利署署長、新北市政府副市長、新北市政府秘書長。2016年7月，从新北市政府副市長职位退休。

## 學歷
- 来源[2]：
- 國立臺灣科技大學工程學院營建工程系工學博士（2007年6月）
- 美國科羅拉多州立大學土木工程碩士（1984年8月—1985年8月）
- 國立臺灣大學農業工程學系（水利組）（1971年9月民—1975年6月）
- 台中一中
- 1986年公務人員特種考試甲等考試水利工程科優等及格
- 1978年公務人員特種考試乙等考試土木工程科及格
- 水利工程技師檢覈及格

## 經歷
- 新北市政府副市長(民103.3.1-105.7.31)[1]
- 新北市政府秘書長(民99.12.25-103.3.1）
- 經濟部水利署署長（第二任，民92.7.16-98.10.22）[2]
- 經濟部水利署副署長（民91.3-92.7）
- 經濟部水利處副處長（民90.12-91.3）
- 經濟部水資源局代理副局長（民90.12-91.3）
- 高屏溪流域管理委員會執行長（民90.12-91.4）
- 行政院勞工委員會勞動條件處處長、勞工退休基金監理會執行秘書（民89.9-90.9）
- 行政院勞工委員會勞資關係處處長、勞工檢查處處長（民81.5-89.9）
- 行政院勞工委員會勞工檢查處副處長、綜合規劃處副處長
- 經濟部水利司簡任技正
- 臺灣省政府水利局工程員、副工程司
- 彰化縣政府建設局技佐、技士（負責都市計畫及建築管理業務）
- 國立交通大學土木工程系兼任講師（民74年-86年）[2]